# Typhlatya miravetensis
Typhlatya miravetensis is een garnalensoort uit de familie van de Atyidae. De wetenschappelijke naam van de soort is voor het eerst geldig gepubliceerd in 1995 door Sanz & Platvoet.